# Фомичёв, Михаил Михайлович
Михаил Михайлович Фомичёв (1882 — ?) — рабочий, депутат Государственной думы II созыва от Таврической губернии.

## Биография
Из крестьян деревни Жеребновой Толгобольской волости Ярославского уезда Ярославской губернии. Окончил курс в начальной фабричной школе. Работал на фабрике в Бердянске. Был членом Российской социал-демократической рабочей партия.
7 февраля 1907 избран в Государственную думу II созыва от общего состава выборщиков Таврического губернского избирательного собрания. В Думе вошёл в состав Социал-демократической фракции, принадлежал её меньшевистскому крылу. Состоял в думских аграрной комиссии и комиссии по церковным вопросам. Участвовал в прениях по аграрному вопросу.
После разгона Думы был привлечн по делу Социал-демократической фракции Думы. 22 ноября — 1 декабря на суде в особом присутствии Сената был оправдан «по недоказанности их виновности» в числе ещё 11 оправданных подсудимых.
Детально последующая судьба и дата смерти неизвестны.

### Архивы
- Российский государственный исторический архив. Фонд 1278. Опись 1 (2-й созыв). Дело 462; Дело 553. Лист 8.